# ۱۱ (فیلم)
یازده/ ۱۱ فیلمی اجتماعی، ساخت ایران به کارگردانی و نویسندگی مسعود حاتمی محصول سال ۱۳۹۲ است.

## بازیگران
- لیلا زارع
- سعید حدادی

## خلاصه فیلم
یازده داستان زن و شوهری را روایت می‌کند که اسیر زندگی امروزی و مدرن شده‌اند. آنها در یک خانه در کنار هم زندگی می‌کنند اما خبر از حال یک دیگر ندارند. ۱۱ روایت انسانهای جهان امروز است که در کنار هم هستند ولی تنهایند.

## فیلم‌شناسی
۱۱ هفتمین اثر مسعود حاتمی است. حاتمی پیش از این شش فیلم کوتاه داستانی را نویسندگی و کارگردانی کرده‌است. فیلم‌هایی همچون سورپرایز، یک جفت جوراب، چهارراه، بی‌نهایت منفی۱ و چ مثل صبحانه، از آثار وی هستند.
مسعود حاتمی در سال ۱۳۹۴ هفتمین فیلم کوتاه داستانی خود «تنازع» را به تهیه‌کنندگی مجید برزگر نویسندگی و کارگردانی کرد. او با فیلم کوتاه تنازع توانست چهار جایزه از سی و دومین جشنواره بین‌المللی فیلم کوتاه تهران را کسب کند و در جشنواره منطقه ای سینمای جوان جایزه بهترین فیلم کوتاه تجربی را گرفت.